# D'Angelo
Michael Eugene Archer, född 11 februari 1974 i Richmond i Virginia i USA, mer känd under sitt artistnamn D'Angelo, är en amerikansk neosoulsångare, låtskrivare, multiintstrumentalist och musikproducent.
D'Angelo har släppt tre studioalbum. Brown Sugar, från 1995, fick ett väldigt genomslag inom neosoulen och Voodoo, från 2000, blev kritikerrosad och är med på tidningen Rolling Stones lista över de 500 bästa albumen genom tiderna, The 500 Greatest Albums of All Time. Den 15 december 2014 släppte D'Angelo sitt tredje album Black Messiah.
År 2000 tog Michael en paus från livescenen. Under denna tid blev han bland annat gripen efter att ha erbjudit en undercoverpolis pengar för oralsex. Han ska även ha haft problem med droger under denna tid. Han repade dock sig, och gjorde comeback i Filadelfikyrkan, Stockholm, den 26 januari 2012. 
Han har varit tillsammans med Angie Stone, en uppskattad sångerska inom samma genre, och de har en son, som föddes 1998, som också heter Michael.

## Diskografi

### Studioalbum
- Brown Sugar (1995)
- Voodoo (2000)
- Black Messiah (2014)

### Livealbum
- Live at the Jazz Cafe (1998)

### Samlingsalbum
- The Best So Far… (2008)
- Icon (2013)